# Danny Wylde
Danny Wylde (nacido el 21 de octubre de 1985) es el nombre artístico de un escritor, músico, cineasta, y un ex actor pornográfico.

## Primeros años
Danny Wylde nació el 21 de octubre de 1985 en el Condado de Los Ángeles, California. Completo seis años de pregrado de estudio.

## Carrera Pornográfica y Vocación
Wylde declaró en una entrevista que:  
"había hecho mi primera escena porno cuando tenía 19 años"
Wylde contribuyó con una entrada titulada "Nuestra Pornografía" para  El libro Feminista Porno: La Política de la Producción de Placer, una colección de ensayos escritos por académicos feministas en el porno y feministas en la Industria del cine para adultos. Wylde y su novia, compañeros de la estella porno Lily Labeau, han contribuido con una película de sí mismos teniendo sexo en el sitio web de MakeLoveNotPorn, que tiene como objetivo "proporcionar una información más realista acerca de la sexualidad humana, que el proporcionado por la pornografía dura". La pareja más tarde apareció en The Jeff Probst Show con la fundadora de MakeLoveNotPorn Cindy Gallop para discutir el sitio.
Más recientemente, Wylde ha sido activo en la oposición a la Medida B, que requiere que todas las estrellas del porno deben usar preservativos durante escenas de sexo vaginal y anal filmadas en el Condado de Los Ángeles. En abril de 2013, se presentó junto a su compañero pornográfico, el actor Steven St. Croix, a debatir la medida en el panel de discusión HuffPost Live.

## Carrera no pornográfica

### La película
Además de su carrera en el cine para adultos, Wylde también produce y dirige películas no pornográficas. Algunos de estos incluyen Frisk, Nuclear, y Death and Sportsbras, todas protagonizadas por Guy Perry. Nuclear y otra de sus películas, El Extraordinario lunes de Herman Brumby, se han proyectado en distintos festivales.

### La música
Wlyde toco en las bandas de tech-metal Heurística y Datura antes de convertirse en la banda de metal Chiildren, su actual proyecto, junto con un compañero del porno Chad Fjerstad. La banda firmó con Bit Riot Records, y ha lanzado un EP titulado The Other People. Sobre la influencia de la pornografía en su música, Fjerstad declaró:

El Sexo y nuestro estilo de vida juegan un papel muy importante en la letra, y estoy seguro de que subconsciente mente en el estado de ánimo de la música. El concepto entero de [nuestro álbum debut] "La Otra Gente" es acerca de la separación de todo el mundo que no es trabajador de la industria del no-sexo. Cuando salimos, observamos las acciones y los comportamientos de la mayoría de las personas y esto nos hace sentir muy exóticos. 'Milo' está inspirado por la muy polémica "A Serbian Film', que es acerca de una ex-actriz porno lanzada en una pesadilla de tabaco en el mundo. Ambos encontramos un poco de influencia en esa película. Todo nuestro material está lleno de sexo y violencia — realmente no podemos escapar de ella. Al menos no en este momento de nuestras vidas.

Chiildren ha publicado dos vídeos musicales hasta la fecha, por sus pistas de My Gods y Girl in the Dirt.

### Escritor
Wylde mantiene un blog regular con el nombre de ''Trve West Coast Fiction'' donde relata su vida en gran medida fuera de su carrera en la pornografía. Además, sus escritos han aparecido en Smitten Kitten Online y el blog Bibliophile Érotique por Darling House, entre otras plataformas.

## Premios y nominaciones

### Premios AVN
| Año  | Resultado | Premio                                   | La película                                               | Co-ganadores/co-nominados                                                                                        |
| ---- | --------- | ---------------------------------------- | --------------------------------------------------------- | --- |
| 2011 | Nominado  | Mejor Escena De Sexo en Grupo            | BatfXXX: La Oscuridad De La Noche                         | Bobbi Starr, Dani Jensen, Madelyn Marie, Krissy Lynn, Carolyn Reese, Paul Chaplin, Derrick Pierce, Chris Johnson |
| 2011 | Nominado  | Artista Anónimo Masculino del Año        |                                                           | |
| 2012 | Ganador   | Mejor Escena de Sexo en Grupo            | Tristan Taormino’s Rough Sex 3: Adrianna’s Dangerous Mind | Adrianna Nicole, Nat Turnher, Keni Styles, Evan Stone                                                            |
| 2012 | Nominado  | Mejor De Tres Vías Escena De Sexo, Video | La anarquía                                               | Lizz Tayler, Sascha                                                                                              |
| 2012 | Nominado  | Mejor Escena de sexo de tres formas      | Rough Sex 3: Adrianna’s Dangerous Mind                    | Adrianna Nicole, Keni Styles                                                                                     |
| 2013 | Nominado  | Mejor Escena de Sexo en Grupo            | Chanel Preston: Sin Límites                               | Chanel Preston, Alex Gonzī, Billy Glide, Marco Banderas, Will Powers                                             |
| 2013 | Nominado  | Mejor Escena de Sexo en Grupo            | Star Wars XXX: A Porn Parody                              | Gia DiMarco, Rihanna Rimes, Derrick Pierce                                                                       |